# 烏山 (世田谷區)
烏山（日语：／ Karasuyama */?）是東京都世田谷區的地名。現行行政地名為北烏山1丁目～9丁目與南烏山1丁目～6丁目。京王線千歲烏山站周邊地區是烏山地域的商業及行政中心。
南鄰粕谷、上祖師谷，西接給田、三鷹市北野，北連三鷹市牟礼、杉並區久我山，東通杉並區上高井戶，世田谷區八幡山。
本地是由南部甲州街道沿線的聚落發展而成，北部則是發展自下述的「烏山寺町」。北部可見以「久我山」、「三鷹」等命名的設施，展現與千歲烏山站周邊不同的特色。

## 地名由來
地名在南北朝時代就已存在。因此地土壤呈現「黑色」而得名。

## 教育

### 保育園
- 烏山保育園 （页面存档备份，存于）
- 世田谷區立西之谷保育園
- 世田谷區立烏山北保育園
- 世田谷區立蘆花保育園
- 烏山杉之子保育園 （页面存档备份，存于）

### 小學校
- 世田谷區立烏山小學校
- 世田谷區立烏山北小學校
- 世田谷區立武藏丘小學校

### 中學校
- 世田谷區立烏山中學校

### 高等學校
- 東京都立世田谷泉高等學校

### 大學
- 日本女子體育大學

### 特別支援學校
- 東京都立久我山青光學園－2010年4月，東京都立久我山盲學校與東京都立青鳥特別支援學校久我山分校合併成立，是日本第一所視覺障礙、智能障礙合併校。

## 烏山寺町
北部寺町發達，共有26座寺院。1923年關東大地震後，下町（淺草、築地、本所等）燒毀的22座寺院集體遷移至此。
- 寺町 （页面存档备份，存于）
- 幸龍寺－德川家康在濱松城（靜岡縣濱松市）下建立的寺院，後移轉至此。肥前國唐津藩（佐賀縣唐津市）小笠原氏的菩提寺。
- 高源院鴨池 - 目黑川支流烏山川的源流，途中暗渠化，整建為烏山川綠道。
- 存明寺－願龍法師在正保4年（1647年）於江戶城櫻田鄉（現在警視廳）建立。關東大地震後於昭和2年（1927年）遷至烏山。

## 備註
1. 1 2  平成25年（2013年）の世田谷区の町丁別人口と世帯数 - 世田谷区
2. ↑  烏山地域の地名の由来 - 世田谷区 的存檔，存档日期2013-10-04.

## 外部連結
- 烏山川綠道
- 沿烏山川而下[永久]